# Gozlin
Gozlin (ur. 834, zm. 16 kwietnia 886) – kanclerz Karola Łysego, biskup Paryża od ok. 884 do 886. Syn Rorgona, przyrodni brat Ludwika opata Saint Denis. Ok. 858 popadł w niewolę u wikingów. Zmarł podczas oblężenia przez nich Paryża w latach 885 - 886. Poprzednik Anschérica na tronie biskupim.